# Международный выставочный центр (Киев)
Международный выставочный центр (укр. Міжнародний виставковий центр; неофициально просто МВЦ) — самое крупное выставочное сооружение Украины. Постоянное место проведения международных деловых и выставочных мероприятий, форумов, концертов, конгрессов, презентаций и культурно-художественных шоу.
Место проведения конкурса Евровидение 2017, который состоялся с 9 по 13 мая 2017 года.

## История проекта
Идея строительства комплекса принадлежала Виктору Ткаченко — тогда директору киевского Дворца спорта (сейчас — президент МВЦ). Автор эскизного проекта комплекса — украинский архитектор Янош Виг, возглавило проектные работы первой очереди (первого зала) АО «Киевпроект» (главный архитектор проекта строительства — Эдуард Сафронов). Проектные работы второй очереди (второй и третий залы), архитектурный раздел выполняла архитектурная мастерская ПП «Архитектор Гершензон» (главный архитектор проекта М. Гершензон). Весомый вклад в строительство выставочного центра сделали концерн «Укрмонолитспецстрой», компания «Сейм-93», ЗАО «Энергомонтажвентиляция», ОАО УкрНИИпроектстальконструкция.
Руководителем МВЦ с начала его сооружения был назначен Анатолий Ткаченко.
Центр открыт в октябре 2002 года.

## Технические характеристики
Центр объединяет в едином архитектурном ансамбле три павильона общей площадью 58000 м², из которых 28018 м² — выставочные залы.

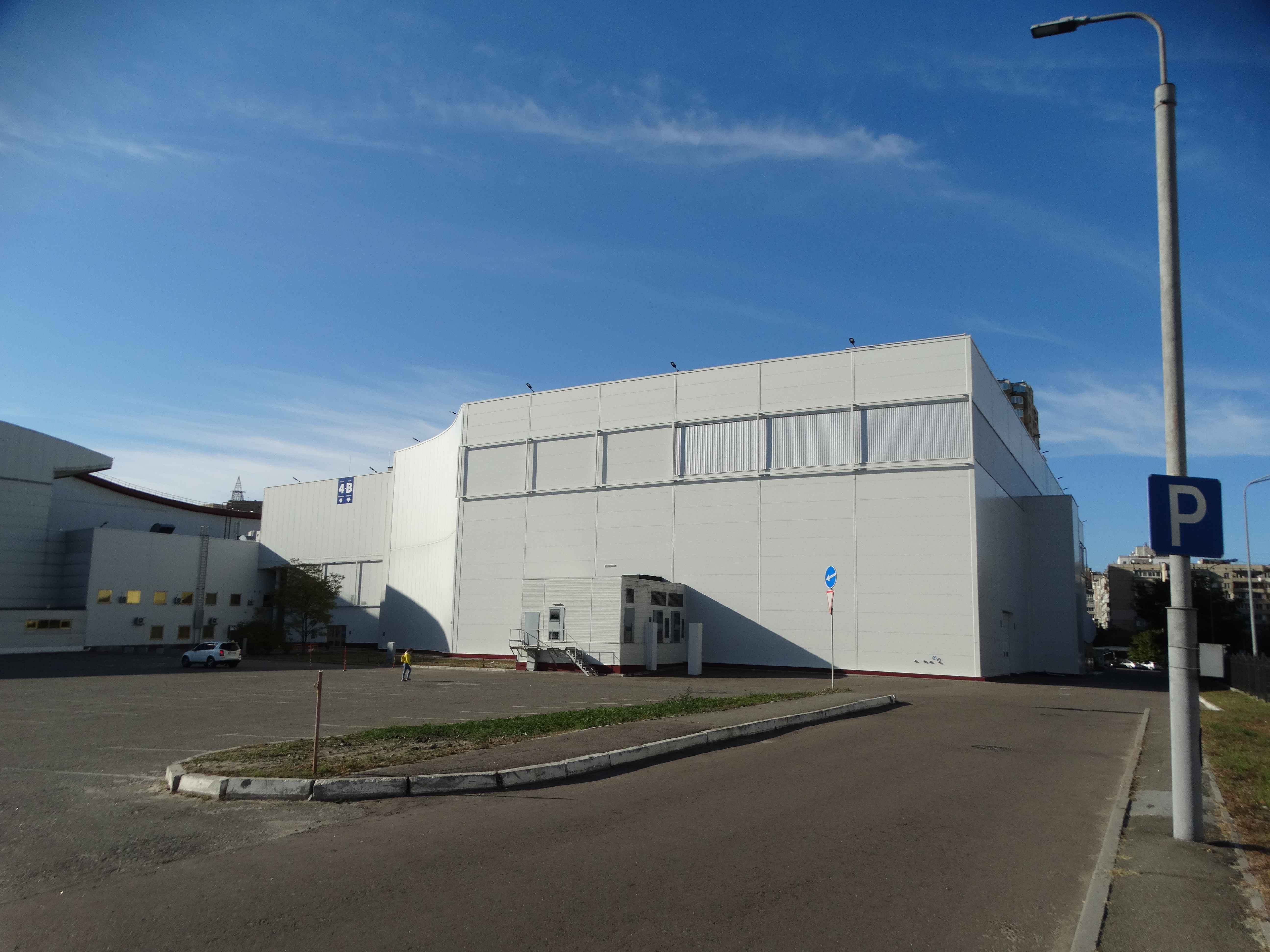
Один из павильонов МВЦ

При проектировании и строительстве комплекса были учтены новейшие мировые требования:
- три павильона имеют 15 въездных групп, которые позволяют доставлять крупногабаритные грузы прямо в выставочные залы;
- в комплексе есть 16 стационарных конференц-залов вместимостью от 90 до 600 мест, комнаты для переговоров, помещения для хранения ценных вещей и оружия, кафе и рестораны быстрого питания, гардеробы и туалеты, система кондиционирования воздуха;
- удобные подъездные пути ведут к собственным автомобильным парковкам на 2 500 машин;
- техническое оснащение позволяет удовлетворить любые запросы операторов выставок и организаторов различных мероприятий в дизайне, архитектурно-планировочных решениях и услугах;
- залы можно легко разделить мобильными перегородками на отдельные помещения и проводить несколько мероприятий одновременно;
- способность полов выдерживать сверхвысокие нагрузки и, практически, отсутствие колонн в залах, при большой высоте от пола до ферм перекрытий — до 25 м позволяют разгружать мощными автокранами любые крупногабаритные экспонаты прямо в павильонах, строить эксклюзивные трехэтажные выставочные стенды и прочие самые разнообразные конструкции.
- центр предоставляет экспонентам и участникам мероприятий подключение к водоснабжению, канализации, электричеству, выход в Интернет, телефонный номер, беспроводные системы связи с синхронным переводом на необходимый язык, офисные помещения, услуги банка.

## Строительство третьей очереди
Летом 2017 года начались подготовительные работы. Строительство должно завершиться в
2019 году. Будут построены новые павильоны, 13-этажная гостиница и амфитеатр.

## Местоположение

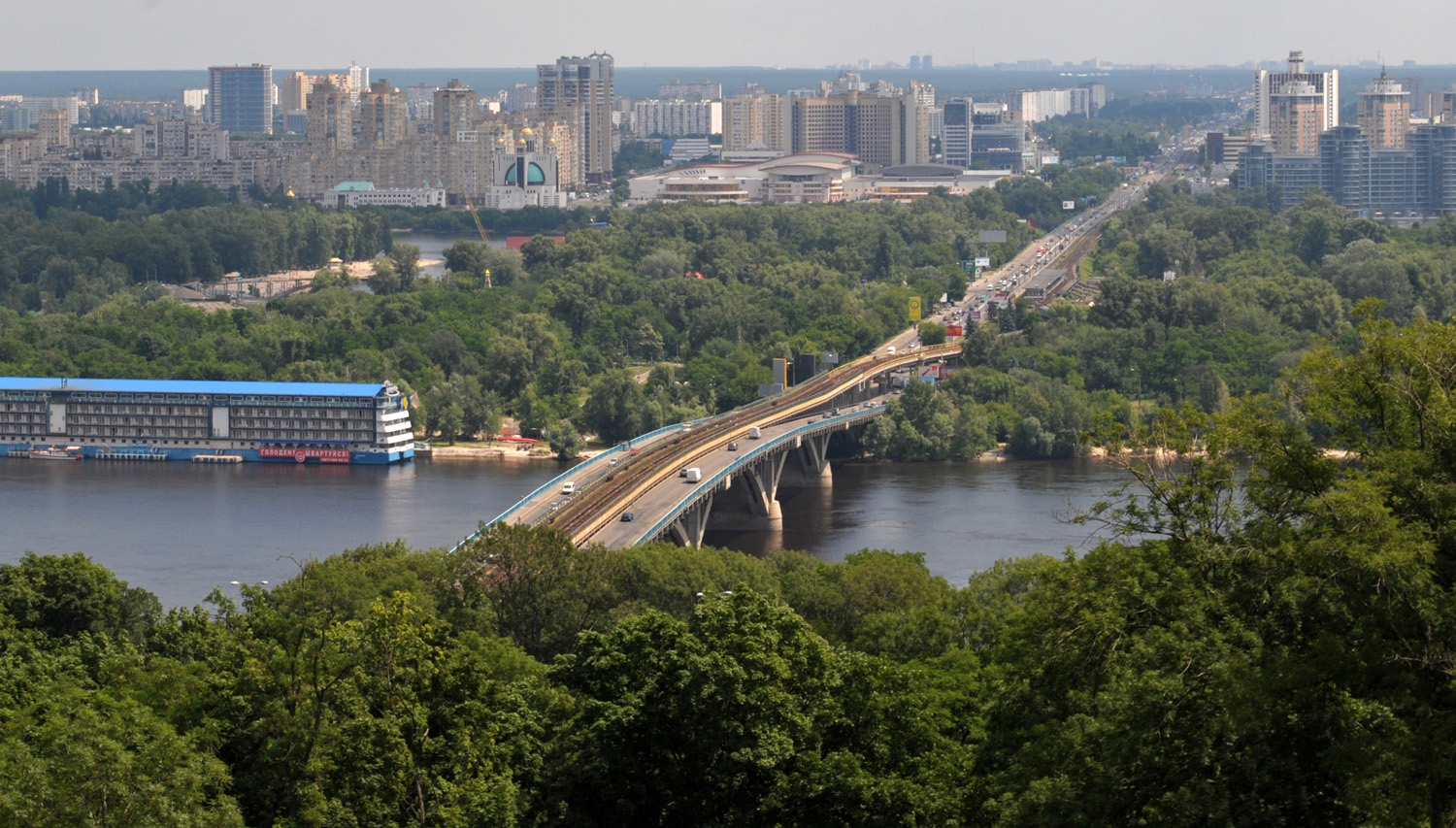
Вид на МВЦ на стороны Моста Метро

Комплекс расположен в пяти минутах ходьбы от станции метро «Левобережная» на Броварском проспекте и в 15-20 минутах езды на метро от центра столицы, а также имеет хорошее сообщение с международным аэропортом «Борисполь».

## События
Первым шагом МВЦ стала организация Международного промышленного форума «Производство и защита — 2002». Сезон 2003 года открылся грандиозной экспозицией «Промышленность города — киевлянам», а в течение года произошло почти пятьдесят масштабных мероприятий разной направленности.

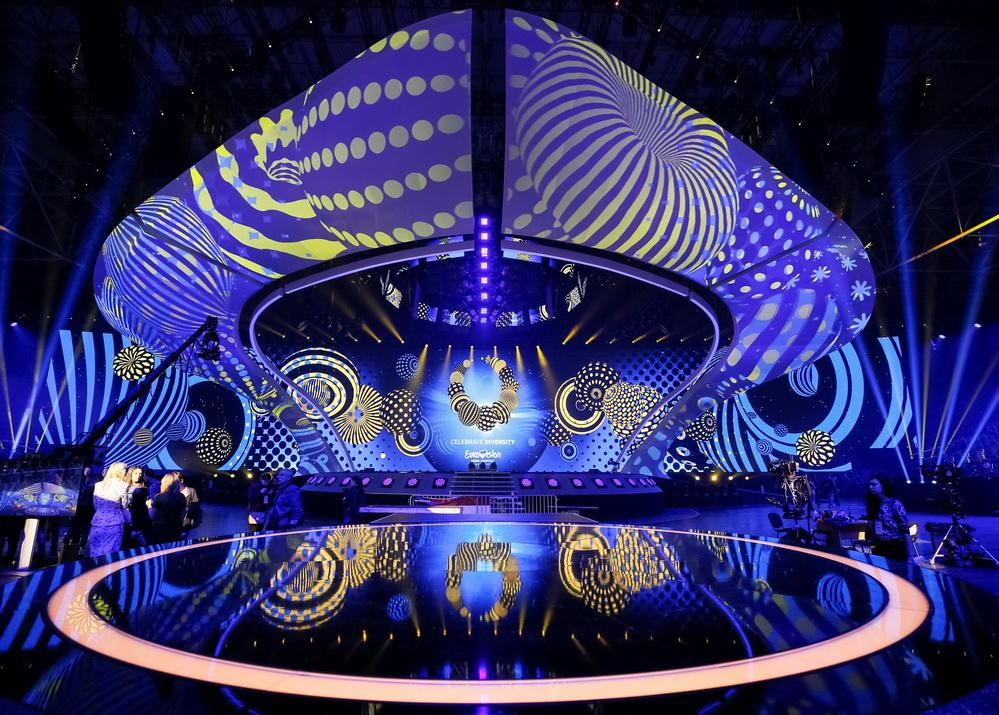
Сцена конкурса песни Евровидение-2017

С 2004 года комплекс ежегодно принимает более семидесяти мероприятий, из которых около пятидесяти занимают всю выставочную площадь: за последние три года в центре состоялось более 200 международных выставок, на которых было представлено около 50 000 экспонентов и побывало почти два миллиона посетителей.
Наиболее общественно значимыми событиями стали проведенные в Международном выставочном центре мировые политико-экономические форумы:
- Пятый Общеевропейская конференция министров охраны окружающей среды «Окружающая среда для Европы»,
- Исполнительная ассамблея Мирового энергетического совета (ВЭР)
- 7-я Европейская министерская конференция по вопросам политики в сфере средств массовой информации.

МВЦ является организатором самого крупного выставочного события в машиностроительной отрасли Украины — «Международного промышленного форума», который получил одобрение UFI (Всемирная ассоциация выставочной индустрии).
9 сентября 2016 стало известно, что с 9 по 13 мая 2017 года на территории Международного выставочного центра состоится конкурс песни Евровидение-2017.

## См.также
- Международный институт менеджмента
- Tiger Conference
- Jazz in Kiev